# Железнодорожный транспорт в Науру
Железнодорожный транспорт в Науру использовался для перемещения фосфатной извести с места добычи в центре острова к перерабатывающей фабрике на юго-западном побережье острова. С этой целью в 1907 году «Пасифик фосфейт компани» (англ. Pacific Phosphate Company) построила железную дорогу узкой колеи шириной 2 фута (610 мм) и длиной 3,9 км. Линия проходит через районы: Айво, Буада, Денигомоду, Нибок, Уабо и Анибар.

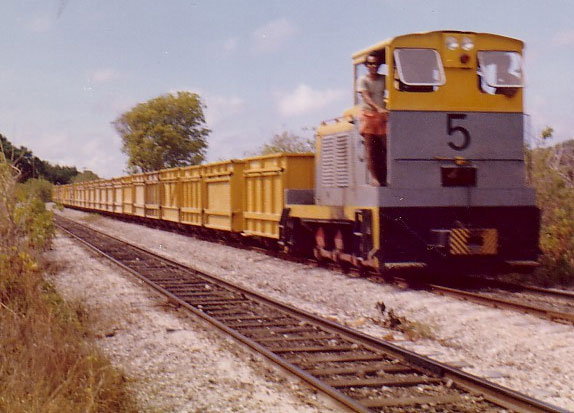
A phosphate train in Nauru

## История

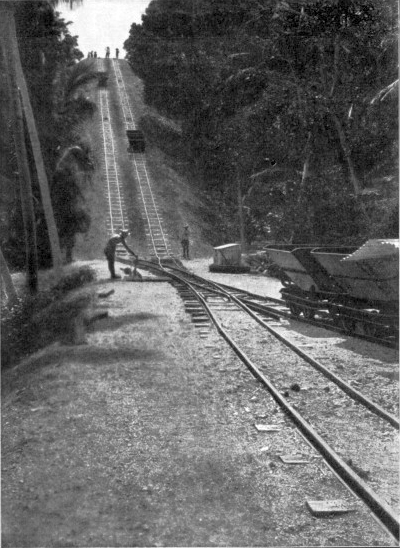
The phosphate railway in 1908

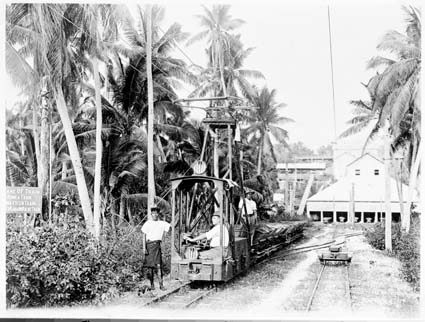
Nauru railway in 1917

Железная дорога на пристани Айво была электрифицирована в 1912 году..
В 1920 году колея была расширена до 3 футов (914 мм) узкой колеи. В прошлом на линии использовались паровозы, впоследствии заменённые дизельными локомотивами.
В связи с почти полным исчерпанием запасов фосфатов в Науру дорога была разобрана[когда?]. Сохранился памятник-паровоз.
Локомотивы и подвижной состав неоднократно изображались на марках Науру, включая серии 1980 и 1985 годов..